# فابیو کاروالیو (بازیکن فوتبال، زاده۲۰۰۲)
فابیو کاروالیو (انگلیسی: Fábio Carvalho؛ زادهٔ ۳۰ اوت ۲۰۰۲) بازیکن فوتبال اهل پرتغال است، که اکنون در عضویت باشگاه لیورپول عضویت دارد و به صورت قرضی در تیم لایپزیگ بازی می‌کند
از باشگاه‌هایی که در آن بازی کرده‌است می‌توان به باشگاه فوتبال فولام و لیورپول اشاره کرد.
وی همچنین در تیم‌های ملی فوتبال زیر ۱۶ سال انگلستان، زیر ۱۷ سال انگلستان، و زیر ۱۸ سال انگلستان بازی کرده‌است.